# Amile Jefferson
Amile O. Jefferson (Filadelfia, 7 maggio 1993) è un ex cestista e allenatore di pallacanestro statunitense.

## Caratteristiche tecniche
Gioca come ala ed è un buon difensore e rimbalzista.

## Statistiche

### College
| Anno       | Squadra          | PG  | PT  | MP   | TC%  | 3P% | TL%  | RP   | AP  | PRP | SP  | PP   |
| ---------- | ---------------- | --- | --- | ---- | ---- | --- | ---- | ---- | --- | --- | --- | ---- |
| 2012-2013  | Duke Blue Devils | 32  | 7   | 12,7 | 54,3 | -   | 61,0 | 2,9  | 0,2 | 0,4 | 0,5 | 4,0  |
| 2013-2014  | Duke Blue Devils | 35  | 26  | 22,7 | 64,4 | -   | 49,4 | 6,9  | 1,0 | 0,7 | 0,6 | 6,5  |
| 2014-2015† | Duke Blue Devils | 39  | 26  | 21,3 | 63,1 | -   | 55,4 | 5,8  | 0,8 | 0,6 | 0,7 | 6,1  |
| 2015-2016  | Duke Blue Devils | 9   | 9   | 30,3 | 68,3 | -   | 55,3 | 10,3 | 1,4 | 1,0 | 1,1 | 11,4 |
| 2016-2017  | Duke Blue Devils | 35  | 35  | 29,7 | 61,3 | -   | 62,9 | 8,4  | 1,5 | 0,7 | 1,9 | 10,9 |
| Carriera   | Carriera         | 150 | 103 | 22,3 | 62,0 | -   | 57,5 | 6,3  | 0,9 | 0,6 | 0,9 | 7,2  |

### NBA

#### Regular Season
| Anno      | Squadra       | PG | PT | MP  | TC%  | 3P% | TL%  | RP  | AP  | PRP | SP  | PP  |
| --------- | ------------- | -- | -- | --- | ---- | --- | ---- | --- | --- | --- | --- | --- |
| 2018-2019 | Orlando Magic | 12 | 0  | 5,7 | 62,5 | -   | 87,5 | 1,8 | 0,3 | 0,3 | 0,3 | 2,3 |
| 2019-2020 | Orlando Magic | 18 | 0  | 4,1 | 35,7 | -   | 35,7 | 1,3 | 0,2 | 0,1 | 0,2 | 0,8 |
| Carriera  | Carriera      | 30 | 0  | 4,7 | 50,0 | -   | 54,5 | 1,5 | 0,2 | 0,1 | 0,2 | 1,4 |

### G League
| Anno      | Squadra        | PG | PT | MP   | TC%  | 3P%  | TL%  | RP   | AP  | PRP | SP  | PP   |
| --------- | -------------- | -- | -- | ---- | ---- | ---- | ---- | ---- | --- | --- | --- | ---- |
| 2017-2018 | Iowa Wolves    | 47 | 46 | 34,8 | 62,4 | 11,1 | 72,9 | 12,8 | 2,5 | 1,1 | 0,7 | 17,8 |
| 2018-2019 | Lakeland Magic | 34 | 34 | 33,2 | 58,4 | 25,0 | 73,9 | 11,3 | 3,4 | 0,8 | 0,6 | 18,1 |
| 2019-2020 | Lakeland Magic | 7  | 7  | 34,6 | 65,2 | 0,0  | 62,9 | 12,6 | 2,7 | 0,6 | 1,9 | 25,9 |
| Carriera  | Carriera       | 88 | 87 | 34,2 | 61,1 | 14,3 | 72,4 | 12,2 | 2,9 | 0,9 | 0,8 | 18,5 |

## Palmarès

### NCAA
- Campionato NCAA: 1

Duke University: 2015

### Individuale
- All-NBDL Second Team (2018)
- All-NBDL All-Rookie First Team (2018)
- All-NBDL All-Defensive First Team (2018)